# Marcel I.
Marcel I., papa od 27. svibnja 308. do 16. siječnja 309.

## Životopis
Marcel je na mjesto pape došao nedugo nakon završetka Dioklecijanovih progona, odnosno kada je na mjestu cara bio prema kršćanima daleko tolerantniji car Maksencije. Marcel se posvetio obnovi crkve i njene organizacije, ali su njegovi napori doveli do sukoba s lapsima - vjernicima koji su se pod prisilom bili odrekli vjere, te odbijali pokoru. Sukobi su s vremenom doveli do krvoprolića, što je Maksenciju dalo izgovor da pokrene nove progone, odnosno da Marcela uhiti i progna. Sam Maksencije je zaprijetio papi Marcelu najtežim mukama, ako se ne bude odrekao papinske službe i ako ne bude žrtvovao idolima. Prema jednoj legendi je Marcel bio prisiljen čuvati stoku za javne radove, te je na tom mjestu umro od gladi i vojničkog zlostavljanja. Danas mu se relikvije čuvaju u crkvi sv. Marcela u središtu Rima. Proglašen je svetim, a spomendan mu je 16. siječnja.